# ヘンリク・ロダコフスキ
ヘンリク・ロダコフスキ（ポーランド語：Henryk Rodakowski、1823年 - 1894年）は、ポーランドの画家。肖像画制作で知られる。同じく画家で政治運動家でもあったレオン・カプリンスキと親交が深かった。

## 略歴
現在のウクライナのリヴィウの法律家の息子に生まれた。兄弟にオーストリア陸軍の将校になった Maximilian von Rodakowski (1825–1900)とJosef von Rodakowski (1830–1912)がいる。
ウィーン大学で法律を学びながら、1841年から1845年の間、風俗画を得意とする画家、ヨーゼフ・ダンハウザーの工房で絵を学んだ。1846年にパリに移り、レオン・コニエのもとで修行を続け、パリの展覧会に出展し入賞した。1861年にパリで結婚した。20年以上、パリで活動した後、1867年に故郷に戻り、現在のウクライナのイヴァーノ＝フランキーウシク(ドイツ名:シュターニスラウ)の近くの Pałahiczeなどに住んだ後、ウィーンでも暮らした後、現在のポーランド南部のクラクフに住んだ。1893年にクラクフの美術愛好協会の会長に選ばれ、1894年にクラクフの美術学校の校長になった。
フランス政府からレジオンドヌール勲章を受勲した。

## 作品

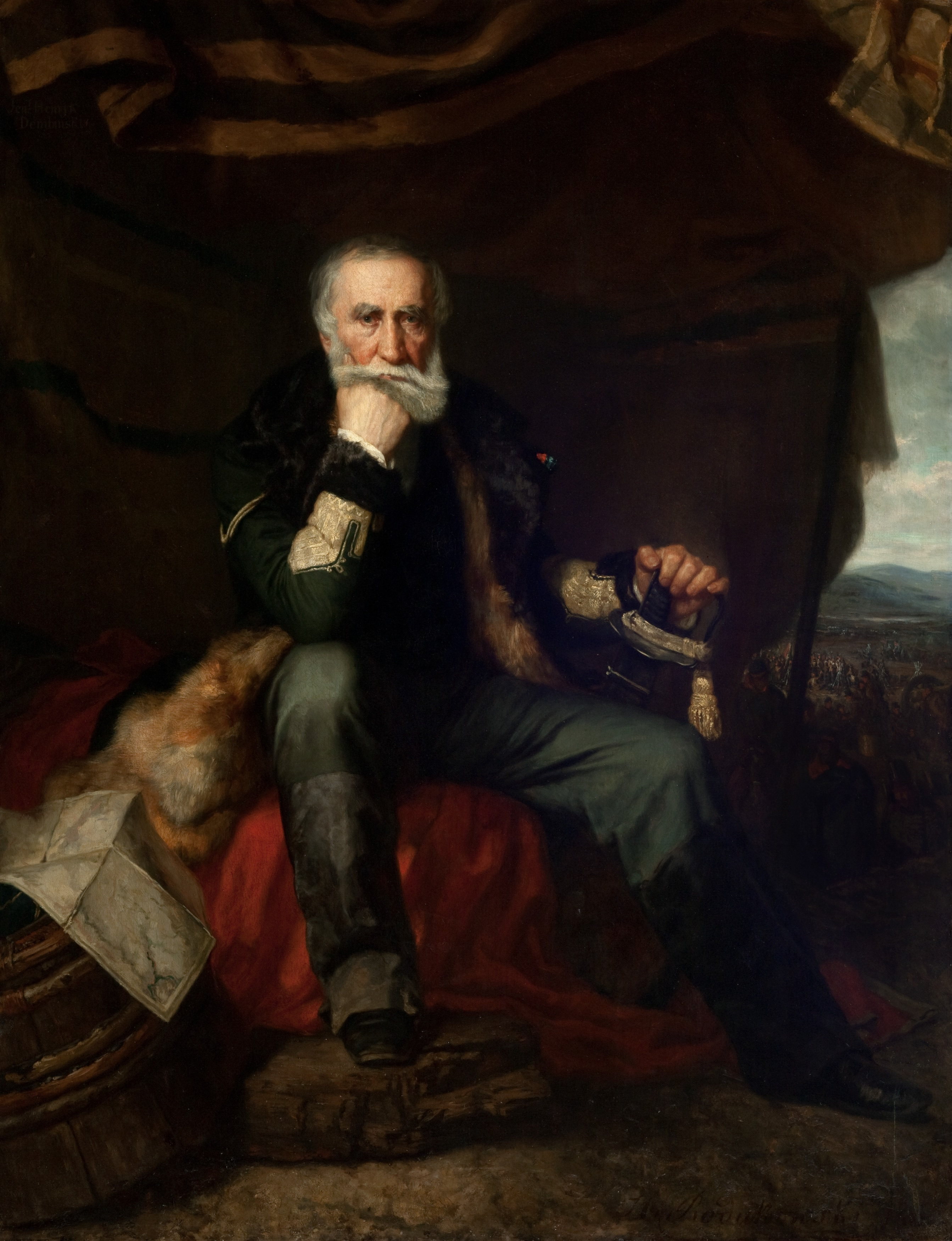
Dembinski-軍人 1852
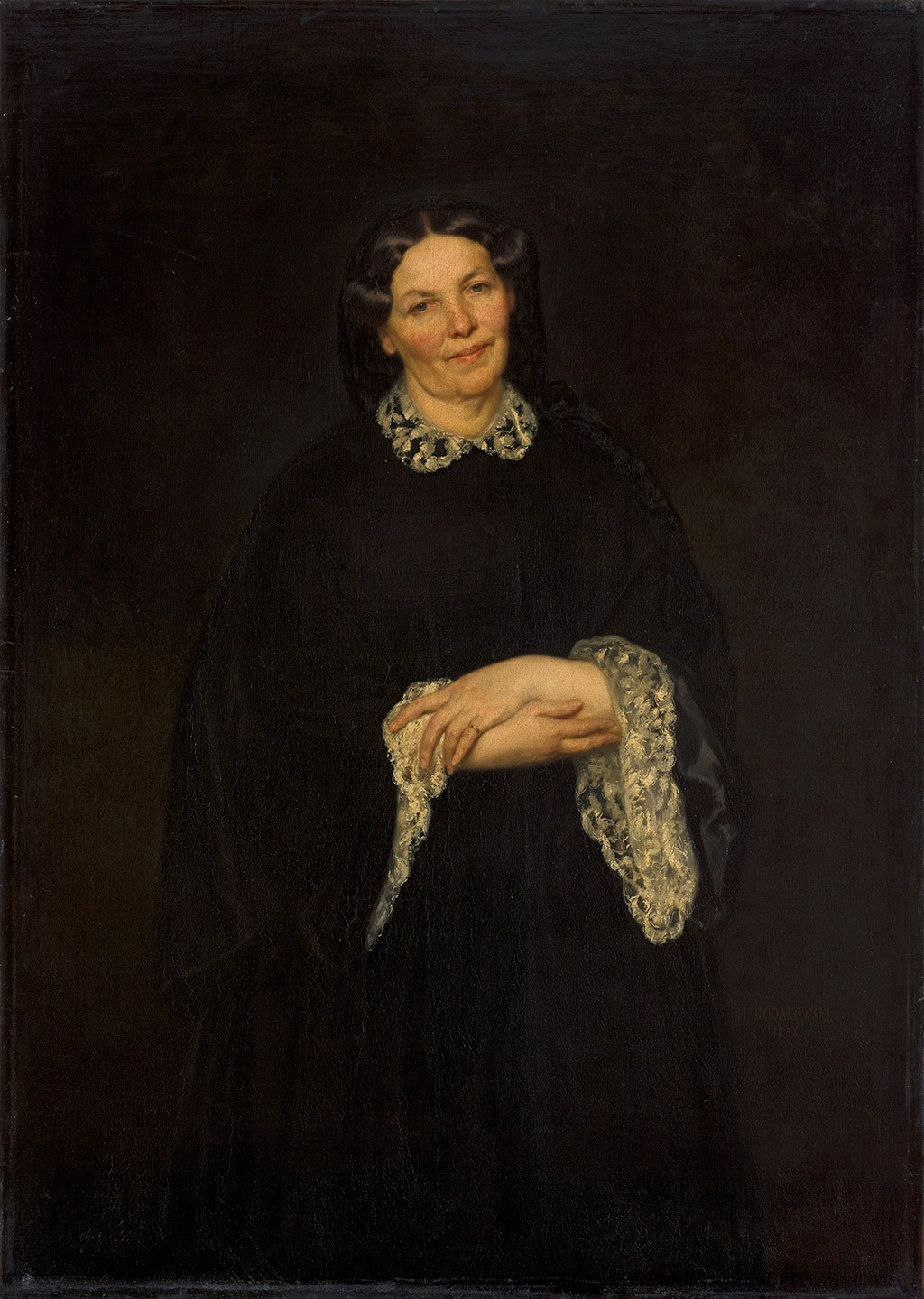
母親の肖像画 1853
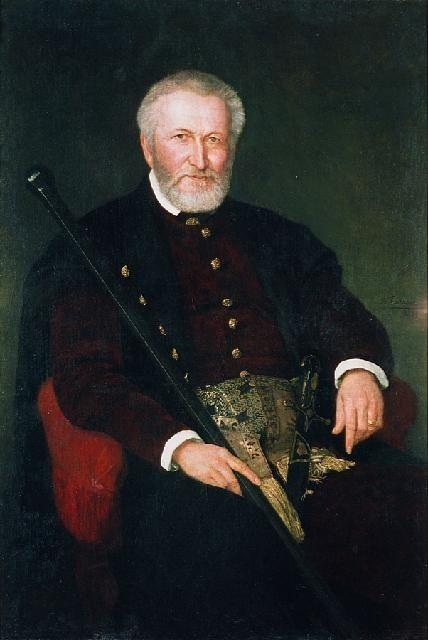
レオン・ルドヴィク・サピェハ-貴族・学者 1878
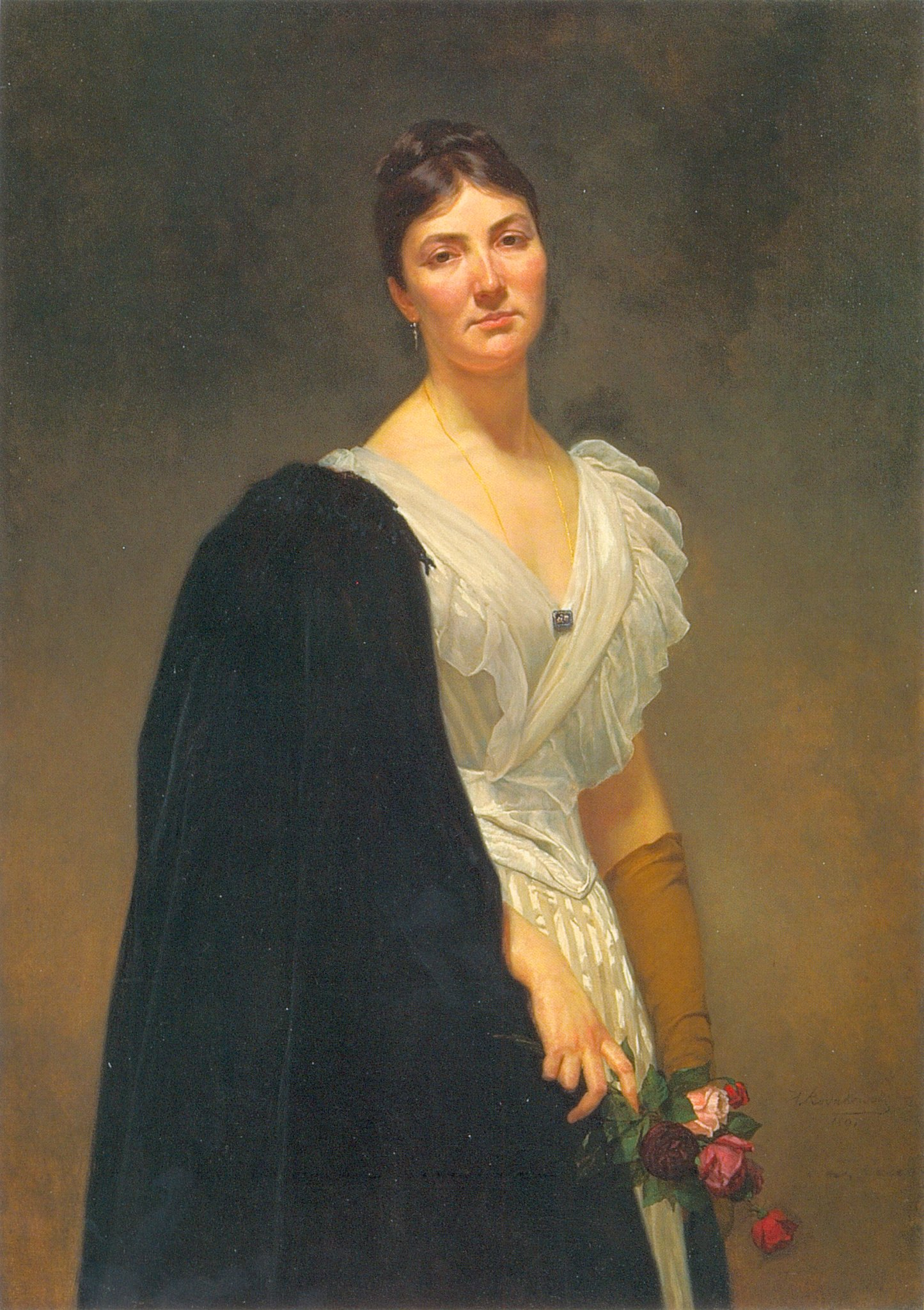
娘の肖像画 1891